# Lotus Juice
Lotus Juice, pseudonimo di Kenji Nakamura (Tokyo, 15 novembre 1979), è un rapper e musicista giapponese, noto in particolare per la sua partecipazione nelle colonne sonore di videogiochi e anime, soprattutto per quanto riguarda la serie di videogiochi Persona.

## Biografia
Nasce a Tokyo il 15 novembre 1979. All'età di otto anni, si trasferisce negli Stati Uniti con la famiglia, per poi tornare in Giappone dopo il diploma per frequentare l'università.
Si avvicina alla musica in età giovanile, perché il padre era appassionato di musica bluegrass, e suonava il banjo. 
A quattordici anni acquista il suo primo disco hip-hop, Midnight Marauders del gruppo A Tribe Called Quest. Da qui si appassiona al genere.
Intorno al 2006, un amico di Lotus Juice lo contatta, e gli disse che Shoji Meguro stava cercando un artista rap che potesse lavorare alle colonne sonore di videogiochi. Gli viene inviata la bozza del brano Burn My Dread -Last Battle-, per poi lavorare ufficialmente alla colonna sonora di Persona 3, ottenendo numerosi feedback positivi dai fan e vendendo molte copie.
Viaggia per tutto il mondo in vari paesi, come Argentina, Messico e Stati Uniti, esibendosi in varie convention di anime e videogiochi. Attira l'attenzione di Taku Iwasaki, con il quale collaborerà per le colonne sonore di Soul Eater, Black Butler e Katanagatari. Nel 2012 Iwasaki lo contatta per lavorare a due canzoni nell'adattamento animato di JoJo's Bizarre Adventure. Lotus mentre viveva negli Stati Uniti lo leggeva continuamente, essendone un grande fan rimase entusiasta della proposta. Scrisse il testo della prima canzone, intitolata Overdrive, in quindici minuti, riempiendolo di citazioni tratte dal manga. Mentre per la seconda canzone, Oh please..., scrisse il testo in trenta minuti.
Nel 2018 forma un duo con Jack Westwood, nome d'arte di Shunsuke Takeuchi, chiamato AMADEUS.

## Discografia

### Da solista

#### Album in studio
- 2006 – Only a Test
- 2012 – Carpe Diem
- 2017 – More Juice
- 2022 – Like a Fine Flower

#### Singoli
- 2016 – Hitori Janai ("Not Alone")
- 2016 – Catch Me If You Can
- 2016 – Out of Hako
- 2016 – Gimme Your Time
- 2018 – Natsu No Nanica
- 2020 – Nani The Fuck

### Colonne sonore per videogiochi
- 2006 – Persona 3 – Burn My Dread, Deep Breath Deep Breath e Mass Destruction (voce)
- 2007 – Persona 3 FES – Mass Destruction -P3fes version- e P3 FES (voce)
- 2009 – Persona 3 Portable – Wiping All Out (testi)
- 2011 – Persona 2: Innocent Sin – Unbreakable Tie (voce)
- 2013 – Persona 4 Arena Ultimax – Break Out Of... (voce e testi)
- 2014 – Persona Q: Shadow of Labyrinth – Laser Beam e Light the Fire Up in the Night (voce e testi)
- 2015 – Persona 4: Dancing All Night – Backside of the TV (Lotus Juice Remix) e Dance! (voce e arrangiamento)
- 2018 – Persona 3: Dancing in Moonlight – Deep Mentality (Lotus Juice Remix) e Our Moment (voce e arrangiamento)
- 2018 – Persona Q2: New Cinema Labyrinth – Nothing is Promised, Pull the Trigger, Road Less Taken e Wait and See (voce e testi)
- 2018 – Super Smash Bros Ultimate – Mass Destruction (voce)
- 2019 – Final Fantasy XV: Episode Ardyn – Conditioned to Hate (voce e testi)
- 2019 – Persona 5 Royal – I Believe, No More What Ifs, Take Over e Throw Away Your Mask (testi)
- 2020 – Persona 5 Strikers – You Are Stronger (testi)
- 2023 – Persona 5 Tactica – Quiet Storm (voce e testi)
- 2024 – Persona 3 Reload – Iwatodai Dorm -Reload-, Mass Destruction -Reload-, Color Your Night, Deep Breath Deep Breath -Reload-, The Meaning of Armbands, It's Going Down Now e Burn My Dread -Last Battle Reload- (voce e testi)
- 2024 – Friday Night Funkin' – Stay Funky (voce)

### Colonne sonore per anime
- 2008 – Persona -trinity soul- – Re:Birth of Destiny, Reverse the Destiny e Soul Drive (voce e testi)
- 2008 – Soul Eater – PSYCHEDELIC SOULJAM, Death The Kid (so crazy) e Bang! Bang! Bang! Bang! Have a Nice Dream (voce e testi)
- 2008 – Black Butler – The Dark Crow Smiles (voce e testi)
- 2010 – Katanagatari (voce e testi)
- 2011 – Heaven's Memo Pad – N.E.E.T. (voce e testi)
- 2011 – Persona 4 The Animation – Ain't Nobody Can Hold Me Down, Beauty of Destiny, Sky's The Limit e Time for True Revelation (voce e testi)
- 2013 – JoJo's Bizarre Adventure – Overdrive e Oh please... (voce e testi)
- 2014 – Persona 4 The Golden Animation – Ying Yang (voce)
- 2014 – Persona 3 The Movie -#2 Midsummer Knight's Dream- – Fate is In Our Hands (voce)
- 2015 – Persona 3 The Movie -#3 Falling Down- – Light in Starless Sky, One Determination e Sound of the Beast (voce)
- 2016 – Persona 3 The Movie -#4 Winter of Rebirth- – Self Redemption (voce)
- 2016 - Bungo Stray Dogs - Eye Of The Tiger (voce)